# Tribus (EP)
Tribus è un EP dei Sepultura, pubblicato nel 1999. Tutte le tracce sono remix e/o demo di alcune presenti nell'album Against.

## Tracce
- Tutte le canzoni sono state scritte da Max Cavalera, Andreas Kisser, e Paulo Jr.

1. The Waste (with Mike Patton) - 3:39
2. Tribus (demo) - 1:45
3. Common Bonds (alternate mix) - 3:04
4. Unconscious (demo) - 3:42
5. F.O.E. (extended mix) - 3:04
6. Prenucio - 5:08